# 云斑塍鹬
云斑塍鹬（学名：Limosa fedoa）是一种大型涉禽。
成鸟腿细长，毛色为蓝灰色，啄尖且长，轻微上升，颜色为粉红色，顶部为黑色。脖子长，胸部和腹部呈灰白色，胸部和两翼有暗色条纹。背部深色，呈斑驳状。飞行时两翼下部呈肉桂色。
它们栖息在加拿大草原三省、大平原的中北部、美国沼泽或池塘附近。它们在地面上筑巢，通常在短草上。
秋天，它们成群迁徙至加州、墨西哥湾、墨西哥和南美海岸。
这种鸟类在湿地或者海滩觅食。在短草上，它们可能会吃昆虫。它们主要吃昆虫和甲壳类生物，也吃部分水生植物。
19世纪末由于狩猎，它们的数量减少。之后数量有所恢复，但是由于合适的居住地变成耕地，数量下降。